# موتور نورمحمد (چشمه زیارت، یک)
موتور نورمحمد یا نورمحمدآباد روستایی در دهستان چشمه زیارت بخش مرکزی شهرستان زاهدان استان سیستان و بلوچستان ایران است.

## جمعیت
بر پایه سرشماری عمومی نفوس و مسکن در سال ۱۳۹۵ جمعیت این روستا ۳۹ نفر (۶خانوار) بوده‌است.